# Chiesa di San Sebastiano (Paulilatino)
La chiesa di San Sebastiano è un edificio religioso situato a Paulilatino, centro abitato della Sardegna centro-orientale. Consacrata al culto cattolico, fa parte della parrocchia di San Teodoro,  arcidiocesi di Oristano.

La  chiesa, che è ubicata all'interno del cimitero, risulta quella più recente fra le chiese del paese. Venne infatti costruita, come atto di devozione verso san Sebastiano, in ricordo della grande pestilenza che colpì la Sardegna nella metà del XVII secolo.